# M/S Finnarrow
M/S Finnarrow är ett Ropax-fartyg som går i trafik för Finnlines och Nordö-Link mellan Malmö och Travemünde.

## Trafikerade linjer
Fartyget har tidigare gått i trafik på följande linjer:
| Tid                                 | Ägare              | Operatör            | Linje                           |
| ----------------------------------- | ------------------ | ------------------- | ------------------------------- |
| Februari 1997 - 16 mars 1997        | Rederi Ab Gotland  | Tor Line            | Göteborg - Gent                 |
| 11 april 1997 - 9 juni 1997         | Rederi Ab Gotland  | Nordic Trucker Line | Oxelösund - St Petersburg       |
| 9 juni 1997 - 22 december 1997      | Rederi Ab Gotland  | Sea Wind Line       | Stockholm - Åbo                 |
| 22 december 1997 - 31 december 1997 | Oy Finnlines Ltd   | Finnlines           | Helsingfors - Lübeck            |
| 31 december 1997 - 26 maj 1998      | Oy Finnlines Ltd   | Finnlines           | Helsingfors - Travemünde        |
| 2 juli 1998 - 24 december 2002      | Oy Finnlines Ltd   | Finnlink            | Kapellskär - Nådendal           |
| 2 januari 2005 - 2 januari 2006     | Nordö-Link         | Finnlink            | Kapellskär - Nådendal           |
| 2 januari 2006 - 30 mars 2007       | Nordö-Link         | Nordö-Link          | Malmö - Travemünde              |
| Mars 2007 - 2 maj 2007              | Nordö-Link         | Nordö-Link          | Rostock - Ventspils             |
| 7 maj 2007 - April 2010             | Ro Pax IV Arrow Ab | Stena Line          | Karlskrona - Gdynia             |
| 9 december 2010 - 28 februari 2011  | Ro Pax IV Arrow Ab | Stena Line          | Hoek Van Holland - Killingholme |
| 10 mars 2011-                       | Ro Pax IV Arrow Ab | Nordö-Link          | Malmö - Travemünde              |